# دهنوعلی شهری
دهنوعلی شهری، روستایی از توابع بخش کوهساران شهرستان راور در استان کرمان ایران است.

## جمعیت
این روستا در دهستان حرجند قرار دارد و براساس سرشماری مرکز آمار ایران در سال ۱۳۸۵، جمعیت آن ۶۲ نفر (۱۷خانوار) بوده‌است.